# Trey Cunningham
Trey Cunningham (26 de agosto de 1998) es un deportista estadounidense que compite en atletismo, especialista en las carreras de vallas. Es abiertamente homosexual.
Ganó una medalla de plata en el Campeonato Mundial de Atletismo de 2022, en la prueba de 110 m vallas.

## Palmarés internacional
| Campeonato Mundial | Campeonato Mundial      | Campeonato Mundial | Campeonato Mundial |
| Año                | Lugar                   | Medalla            | Prueba             |
| ------------------ | ----------------------- | ------------------ | ------------------ |
| 2022               | Eugene (Estados Unidos) | Medalla de plata   | 110 m vallas       |